# Eucalyptus moorei
Eucalyptus moorei är en myrtenväxtart som beskrevs av Joseph Henry Maiden och Cambage. Eucalyptus moorei ingår i släktet Eucalyptus och familjen myrtenväxter. Inga underarter finns listade i Catalogue of Life.

## Bildgalleri

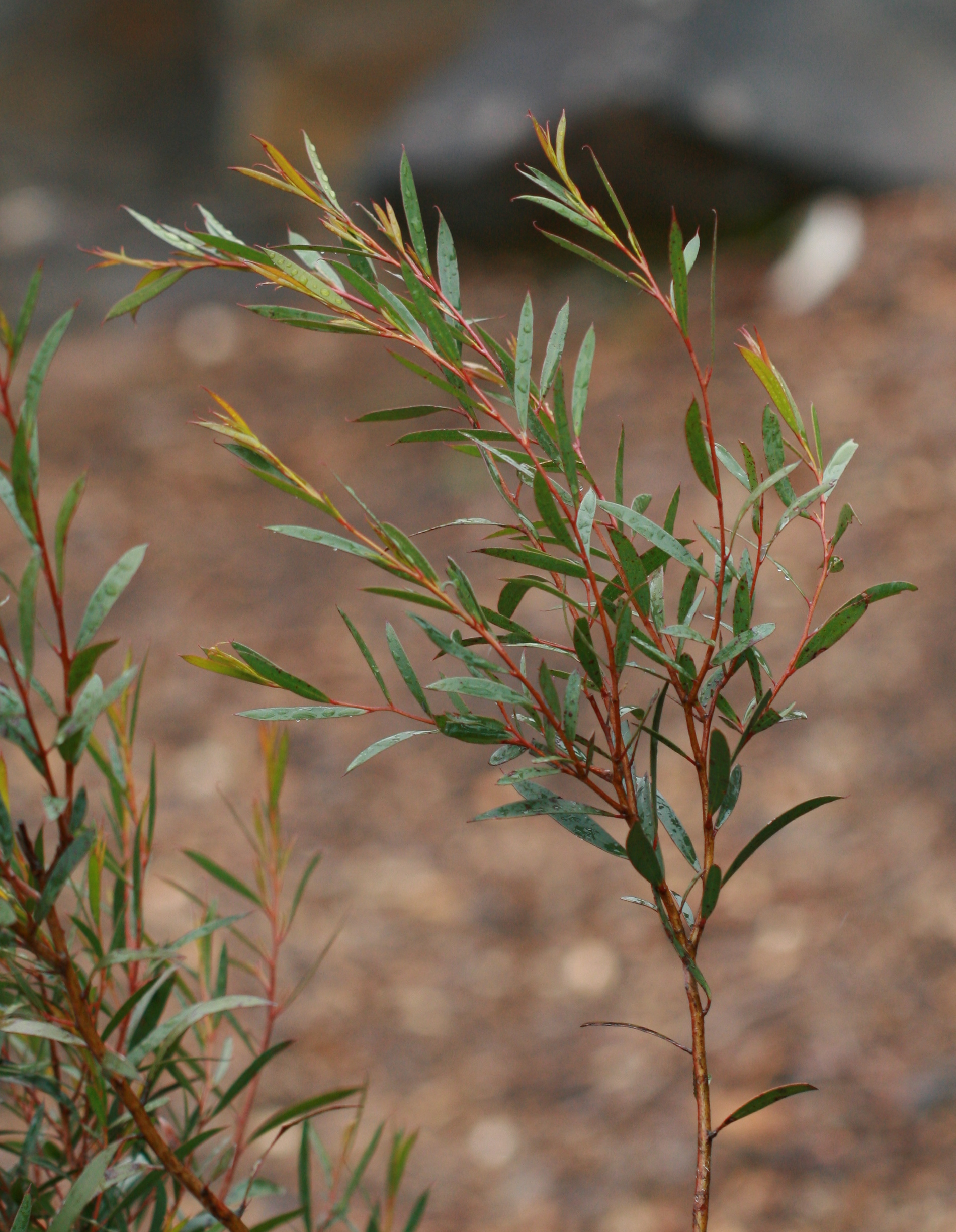
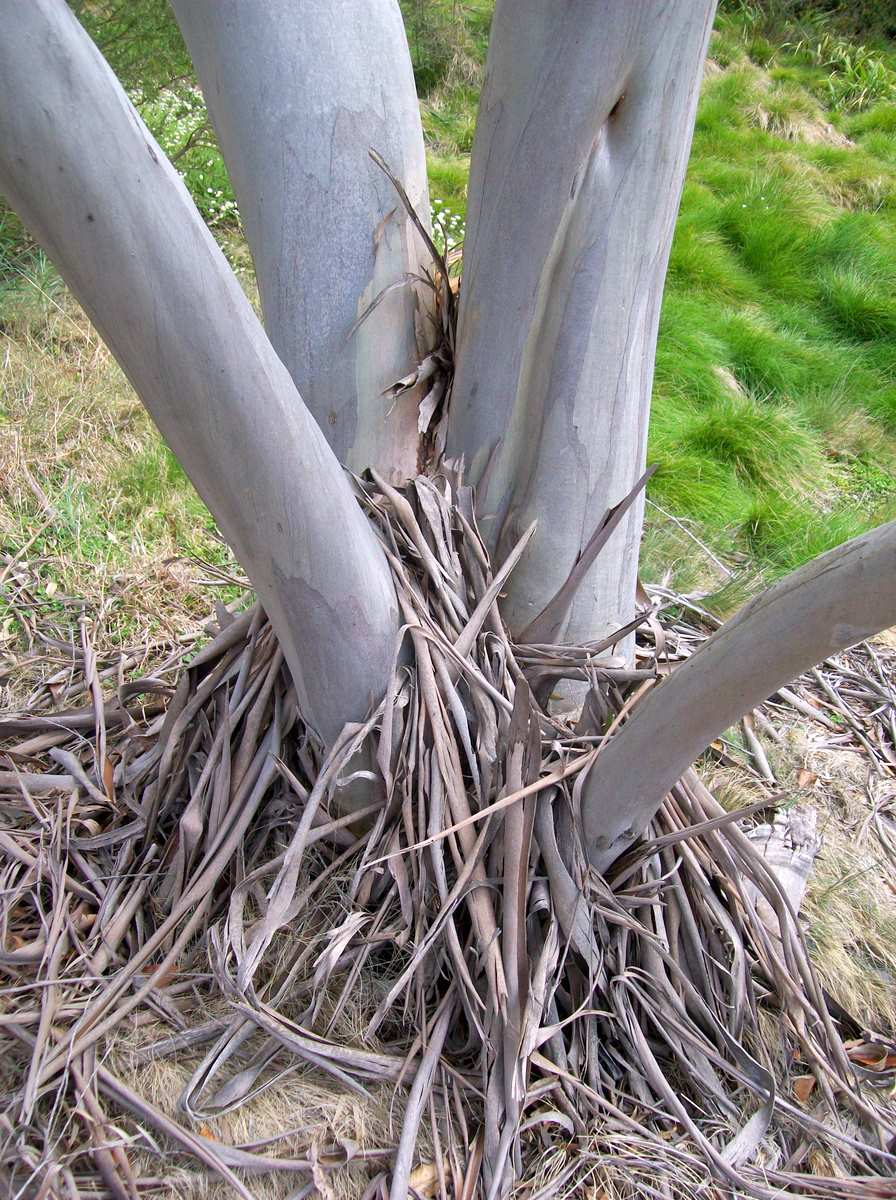